# (37817) 1998 BV2
1998 BV2 (asteroide 37817) é um asteroide da cintura principal. Possui uma excentricidade de 0.14919920 e uma inclinação de 1.93606º.
Este asteroide foi descoberto no dia 19 de janeiro de 1998 por Yoshisada Shimizu e Takeshi Urata em Nachi-Katsuura.